# Bunty Bailey
Therese „Bunty“ Bailey (* 1964) ist eine britische Schauspielerin, Tänzerin und Model. Bekannt wurde sie durch ihre Rolle im Musikvideo Take On Me der Band a-ha.

## Leben
Bailey war ab Anfang der 1980er Jahre als Model und Tänzerin aktiv. 1985 wurde sie von Regisseur Steve Barron als Hauptdarstellerin für das a-ha-Musikvideo Take On Me engagiert, das durch die zu diesem Zeitpunkt innovative Mischung aus Rotoskopie und Realfilm auffiel. Mit Morten Harket, dem Sänger der Band, war Bailey danach eine Zeitlang liiert. Im Nachfolge-Video The Sun Always Shines on T.V. übernahm sie die gleiche Rolle.
Später folgten Rollen in Filmen wie Dolls, Die Couch oder Spellcaster. Ende der 1980er Jahre zog sie sich von der Schauspielerei zurück. 2008 war sie im Kriminalfilm Defunct zu sehen. 2019 traf sie für ein Making-of-Video zu Take On Me erneut auf Morten Harket.
Baily hat zwei Söhne und lebt in Windsor, Berkshire.

## Filmografie
- 1983: Pictures (Miniserie, 2 Episoden)
- 1985: a-ha – Take On Me (Musikvideo)
- 1985: a-ha – The Sun Always Shines on T.V. (Musikvideo)
- 1986: Billy Idol – To Be a Lover (Musikvideo)
- 1987: Dolls
- 1988: Die Couch (Glitch!)
- 1988: Spellcaster
- 1988: Rock and the Money-Hungry Party Girls
- 2008: Defunct